# Juegos Ecuestres Mundiales de 2018
Los VIII Juegos Ecuestres Mundiales se celebraron en Tryon (Estados Unidos) entre el 23 y el 23 de septiembre de 2018 bajo la organización de la Federación Ecuestre Internacional (FEI) y la Federación Estadounidense de Hípica.
Las competiciones se realizaron en el Centro Ecuestre Internacional de Tryon. En total fueron disputadas 15 pruebas, repartidas en 6 deportes ecuestres: doma, concurso completo, salto de obstáculos, volteo, enganches y doma vaquera.
Inicialmente el campeonato fue asignado a la localidad canadiense de Bromont, pero por problemas económicos, la federación ecuestre de ese país renunció a la organización del campeonato.

## Calendario
| ● | Ceremonia de apertura | ● | Preliminares |  | Finales | ● | Ceremonia de clausura |

| Septiembre de 2018  | 11 Mar | 12 Mié | 13 Jue | 14 Vie | 15 Sáb | 16 Dom | 17 Lun | 18 Mar | 19 Mié | 20 Jue | 21 Vie | 22 Sáb | 23 Dom | Finales por deporte |
| ------------------- | ------ | ------ | ------ | ------ | ------ | ------ | ------ | ------ | ------ | ------ | ------ | ------ | ------ | ------------------- |
| Ceremonias          | ●      |        |        |        |        |        |        |        |        |        |        |        | ●      | –                   |
| Doma                |        | ●      | 1      | 1      |        | 1      |        |        |        |        |        |        |        | 2                   |
| Concurso completo   |        |        | ●      | ●      | ●      |        | 2      |        |        |        |        |        |        | 2                   |
| Saltos de obstáculo |        |        |        |        |        |        |        |        | ●      | ●      | 1      |        | 1      | 2                   |
| Raid                |        | 2      |        |        |        |        |        |        |        |        |        |        |        | 2                   |
| Volteo              |        |        |        |        |        |        |        | ●      | 1      | 1      |        | 3      |        | 5                   |
| Enganches           |        |        |        |        |        |        |        |        |        |        | ●      | ●      | 2      | 2                   |
| Doma vaquera        |        | 1      | ●      |        | 1      |        |        |        |        |        |        |        |        | 2                   |
| Finales por día     |        | 1      | 1      | 1      | 1      | 0      | 2      | 0      | 1      | 1      | 1      | 3      | 3      | 15                  |

## Medallistas
| Evento                                  | Oro | Plata | Bronce |
| --------------------------------------- | --- | --- | --- |
| Doma clásica individual (14.09)         | Isabell Werth · (Bella Rose) · Alemania · 86,246 pts. | Laura Graves (Verdades) Estados Unidos 81,717 pts. | Charlotte Dujardin (Mount St John Freestyle) Reino Unido 81,489 pts. |
| Doma estilo libre individual (16.09)    | Prueba cancelada | Prueba cancelada | Prueba cancelada |
| Doma por equipos (13.09)                | Jessica von Bredow-Werndl · (TSF Dalera BB) · Dorothee Schneider · (Sammy Davis Jr.) · Sönke Rothenberger · (Cosmo) · Isabell Werth · (Bella Rose) · Alemania · 242,873 | Steffen Peters (Suppenkasper) Adrienne Lyle (Salvino) Kasey Perry-Glass (Goerklintgaards Dublet) Laura Graves (Verdades) Estados Unidos 233,229                                      | Spencer Wilton (Super Nova II) Emile Faurie (Dono di Maggio) Carl Hester (Hawtins Delicato) Charlotte Dujardin (Mount St John Freestyle) Reino Unido 229,628             |
| Salto de obstáculos individual (23.09)  | Simone Blum · (DSP Alice) · Alemania · 3,47 | Martin Fuchs · (Clooney) · Suiza · 6,68 | Steve Guerdat · (Bianca) · Suiza · 8,00 |
| Salto de obstáculos por equipos (21.09) | Devin Ryan (Eddie Blue) Adrienne Sternlicht (Cristalline) Laura Kraut (Zeremonie) McLain Ward (Clinta) Estados Unidos 20,59 (100,67 s)                                  | Henrik von Eckermann · (Toveks Mary Lou) · Malin Baryard-Johnsson · (H&M Indiana) · Fredrik Jönsson · (Cold Play) · Peder Fredricson · (H&M Christian K) · Suecia · 20,59 (102,73 s) | Simone Blum · (DSP Alice) · Laura Klaphake · (Catch Me If You Can) · Maurice Tebbel · (Don Diarado) · Marcus Ehning · (Pret A Tout) · Alemania · 22,09                   |
| Concurso completo individual (16.09)    | Rosalind Canter (Allstar B) Reino Unido 24,6 | Padraig McCarthy (Mr Chunky) Irlanda 27,2 | Ingrid Klimke · (SAP Hale Bob OLD) · Alemania · 27,3 |
| Concurso completo por equipos (16.09)   | Gemma Tattersall (Arctic Soul) Georgina French (Quarrycrest Echo) Tom McEwen (Toledo de Kerser) Rosalind Canter (Allstar B) Reino Unido 88,8                            | Sam Watson (Horseware Ardagh Highlight) Cathal Daniels (Rioghan Rua) Padraig McCarthy (Mr Chunky) Sarah Ennis (Horseware Stellor Rebound) Irlanda 93,0                               | Donatien Schauly (Pivoine des Touches) Maxime Livio (Opium de Verrieres) Thibaut Vallette (Qing du Briot Ene HH) Sidney Dufresne (Tresor Mail) Francia 99,8              |
| Enganches individual (23.09)            | Boyd Exell (Carlos, Celviro, Checkmate, Daphne, Zindgraaf) Australia 153,61                                                                                             | Chester Weber (Asjemenou, Boris W, First Edition, Splash, Reno) Estados Unidos 160,61                                                                                                | Edouard Simonet · (Bouke, Dark Dream, Topspeed Bauke, Topspeed Sanne, El Fiero vd Vemmekeshoeve d'O7) · Bélgica · 171,32                                                 |
| Enganches por equipos (23.09)           | James Fairclough Misdee Wrigley-Miller Chester Weber Estados Unidos 353,39                                                                                              | Bram Chardon · Koos de Ronde · IJsbrand Chardon · Países Bajos · 356,79 | Dries Degrieck · Glenn Geerts · Edouard Simonet · Bélgica · 364,09 |
| Doma vaquera individual (15.09)         | Bernard Fonck · (What a Wave) · Bélgica · 227,0 | Daniel Huss (Ms Dreamy) Estados Unidos 226,5 | Cade McCutcheon (Custom Made Gun) Estados Unidos 225,0 |
| Doma vaquera por equipos (12.09)        | Casey Deary (Heavy Duty Chex) Cade McCutcheon (Custom Made Gun) Daniel Huss (Ms Dreamy) Jordan Larson (ARC Gunnabeabigstar) Estados Unidos 681,0                        | Dries Verschueren · (Smart N Sparkin) · Ann Poels · (Made In Walla) · Cira Baeck · (Gunners Snappy Chic) · Bernard Fonck · (What a Wave) · Bélgica · 671,5                           | Grischa Ludwig · (Ruf Lil Diamond) · Markus Süchting · (Spotlight Charly) · Robin Schöller · (Wimpy Kaweah) · Julia Schumacher · (Coeurs Little Tyke) · Alemania · 666,5 |
| Volteo individual masculino (22.09)     | Lambert Leclezio (Poivre Vert) Francia 8,744 | Jannik Heiland · (Dark Beluga) · Alemania · 8,606 | Thomas Brüsewitz · (Danny Boy OLD) · Alemania · 8,533 |
| Volteo individual femenino (22.09)      | Kristina Boe · (Don de la Mar) · Alemania · 8,388 | Janika Derks · (Carousso Hit) · Alemania · 8,374 | Lisa Wild · (Fairytale) · Austria · 8,363 |
| Volteo pas de deux (20.09)              | Silvia Stopazzini · Lorenzo Lupacchini · (Rosenstolz 99) · Italia · 9,027                                                                                               | Jasmin Lindner · Lukas Wacha · (Dr. Doolittle 5) · Austria · 9,013 | Janika Derks · Johannes Kay · (Dark Beluga) · Alemania · 8,872 |
| Volteo por escuadra (22.09)             | Alemania · (Danny Boy OLD) · 8,638 | Suiza · (Rayo de la Luz) · 8,433 | Austria · (Alessio L'Amabile) · 8,198 |
| Volteo por equipos (19.09)              | Alemania · 26,502 | Suiza · 25,833 | Austria · 25,371 |
| Raid individual (12.09)                 | Prueba cancelada | Prueba cancelada | Prueba cancelada |
| Raid por equipos (12.09)                | Prueba cancelada | Prueba cancelada | Prueba cancelada |

## Medallero
| Núm. | País           | Oro | Plata | Bronce | Total |
| ---- | -------------- | --- | ----- | ------ | ----- |
| 1    | Alemania       | 6   | 2     | 5      | 13    |
| 2    | Estados Unidos | 3   | 4     | 1      | 8     |
| 3    | Reino Unido    | 2   | 0     | 2      | 4     |
| 4    | Bélgica        | 1   | 1     | 2      | 4     |
| 5    | Francia        | 1   | 0     | 1      | 2     |
| 6    | Australia      | 1   | 0     | 0      | 1     |
| 6    | Italia         | 1   | 0     | 0      | 1     |
| 8    | Suiza          | 0   | 3     | 1      | 4     |
| 9    | Irlanda        | 0   | 2     | 0      | 2     |
| 10   | Austria        | 0   | 1     | 3      | 4     |
| 11   | Países Bajos   | 0   | 1     | 0      | 1     |
| 11   | Suecia         | 0   | 1     | 0      | 1     |
|      | TOTAL          | 15  | 15    | 15     | 45    |